# 萌芽香青
萌芽香青（学名：Anaphalis surculosa）为菊科香青属的植物，为中国的特有植物。分布在中国大陆的云南、西部、四川等地，生长于海拔180米至2,700米的地区，多生长于低山、亚高山开旷草地以及灌丛中。